# Лал, Чоудхари Деви
Чоудхари Деви Лал (англ. Chaudhary Devi Lal, маратхи देवीलाल) — индийский государственный деятель. Занимал должность заместителя премьер-министра Индии с 2 декабря 1989 по 21 июня 1991 года.

## Биография
Родился 16 сентября 1914 года в небольшом городе Сирсе в зажиточной семье. В 1929 году начал принимать участие в освободительном движении Индии, откликнувшись на призыв Махатмы Ганди. Он неоднократно приговаривался к тюремному заключению за это, так, 8 октября 1930 года Деви Лал был приговорен к одному году тюремного заключения, после чего в 1940 году был оштрафован властями на 100 рупий и приговорен к тюремному заключению на девять месяцев. В октябре 1942 года был приговорён в третий раз и должен был провести в тюрьме два года за участие в Августовском движении, но был освобожден условно-досрочно спустя год. После каждого освобождения он продолжал участие в индийском освободительном движении, в 1938 году был избран делегатом Всеиндийского комитета Конгресса, в 1952 году он был избран депутатом Законодательного собрания Пенджаба.
В 1971 году он ушёл из Конгресса после того, как проработал там в течение 39 лет. В 1975 году Индира Ганди объявила в стране чрезвычайное положение, и Деви Лал вместе с остальными лидерами оппозиции был отправлен в тюрьму на 19 месяцев. В 1977 году, после отмены режима чрезвычайного положения и проведения в Индии парламентских выборов, Деви Лал был избран главным министром Харьяны. За свою непримиримую позицию в отношениях с властями Деви Лал получил прозвище Шер-э-Харьяна («лев Харьяны»).
Он оставался депутатом Лок сабхи — нижней палаты парламента Индии, с 1980 по 1982 год, а затем Раджья сабхи — верхней палаты парламента Индии, с 1982 по 1987 год. В 1987 году Деви Лал во второй раз стал главным министром штата Харьяна. В 1989 году был заместителем премьер-министра Индии. Чоудхари Деви Лал скончался 6 апреля 2001 года в Нью-Дели.